# Ollearo
Ollearo is een historisch merk van motorfietsen.
De bedrijfsnaam was: Fabbrica Motocicli Ollearo, Torino.
Dit was een Italiaans merk, opgericht door Neftali Ollearo, dat in 1923 begon met de productie van 132cc-motorfietsen. Later kwamen er 124cc-sportmodellen en in 1929 ook nog een 173cc-model.
Hoewel Ollearo zowel twee- als viertaktmotoren gebruikte, hadden ze allemaal asaandrijving. In de jaren dertig bouwde men 346- en 496cc-kopklep-blokmotoren en na de oorlog 45cc-bromfietsen en 249- en 499cc-kopkleppers. De productie eindigde in 1952.